# Franz Knapp (Politiker)
Franz-Wilhelm Knapp (* 21. Februar 1880 in Griesheim, heute Ortsteil von Offenburg; † 28. Juni 1973 in Konstanz) war ein deutscher Verwaltungsjurist und Politiker (Zentrum/BCSV/CDU). Er war von 1946 bis 1957 Oberbürgermeister von Konstanz.

## Leben
Franz Knapp studierte nach seinem Abitur in Offenburg Rechtswissenschaften in Freiburg, München, Heidelberg und Straßburg. 1904 legte er die erste, 1908 die zweite Staatsprüfung ab. Er trat in den badischen Justizdienst ein. Er war ab 1908 Amtsrichter und Staatsanwalt in Konstanz.
Er wurde am 13. Mai 1927, damals Erster Staatsanwalt, in Konstanz zum 1. Bürgermeister als Stellvertreter des Oberbürgermeisters Otto Moericke gewählt. Mit Beginn der nationalsozialistischen Herrschaft 1933 wurden Moericke, Knapp (Zentrum) und auch der 2. Bürgermeister Fritz Arnold in den Ruhestand geschickt. Seiner Widerberufung in den Stadtrat 1933 leistete er nur Folge unter der Bedingung, dass seine weltanschauliche Überzeugung nicht angetastet würde. Er war nie Mitglied der NSDAP.
Nachdem die SS in der Reichspogromnacht die Konstanzer Synagoge zerstört hatte, forderte er in seiner Funktion als Rechtsrat der Stadt die jüdische Gemeinde mit zivilen Mitteln zu Zahlungen für die Beseitigung der Trümmer auf.
Im Rahmen seiner Funktion als städtischer Rechtsrat setzte sich Knapp zusammen mit dem damaligen Oberbürgermeister Mager für einen deutsch-französischen Gefangenenaustausch ein. So konnten 1941 ca. 23.000 Personen mit Visum in die Schweiz einreisen und damit aus zum Teil lebensbedrohlichen Situationen in Deutschland gerettet werden, darunter viele Frauen und Kinder.
Große Verdienste erwarb er sich zu Ende des Zweiten Weltkrieges, als es ihm mit anderen Amtsträgern gelang, die Stadt Konstanz durch mutiges und besonnenes Handel vor der Zerstörung durch die anrückenden französischen Alliierten zu retten.
Am 12. Mai 1945 wurde die nationalsozialistische Stadtverwaltung ihren Ämtern enthoben. Zum Oberbürgermeister wurde Studienrat Josef Benz und zum Bürgermeister Rechtsrat Franz Knapp bestellt, dazu fünf Stadträte als Beratender Ausschuss. Franz Knapp wurde dabei von den Alliierten als „unbelastet“ eingestuft. 1945/1946 waren in Konstanz fünf verschiedene Oberbürgermeister (Josef Benz, Vinzenz Kerle, Hans Schneider, Fritz Arnold, Franz Knapp) eingesetzt. Der Beratende Ausschuss wählte Knapp am 2. Mai 1946 einstimmig zum Oberbürgermeister der Stadt. Am 9. Dezember 1948 erfolgte die Wiederwahl. Im Alter von 77 Jahren trat er am 10. Dezember 1957 von seinem Amt zurück.
1946/1947 war er für die Badische Christlich-Soziale Volkspartei (BCSV) Mitglied der Beratenden Landesversammlung des Landes Baden in Freiburg, die den Badischen Landtag konstituierte. Sein Grab befindet sich auf dem Hauptfriedhof Konstanz.
Die Stadt Konstanz entzog ihm die Ehrenbürgerwürde in einem symbolischen Akt durch die Sitzung des Stadtrates am 26. September 2019.

## Auszeichnungen
- 1928: Mitglied der katholischen Studentenverbindung K.D.St.V. Arminia Freiburg im Breisgau
- 1952: Großes Bundesverdienstkreuz
- 1955: Ehrendoktorwürde zum Dr. iur. h.c. der juristischen Fakultät der Universität Freiburg
- 1957: Ehrenbürgerwürde der Stadt Konstanz
- Namensgeber der Franz-Knapp-Passage in Konstanz (2020 in Diskussion der Umbenennung[10])

## Schriften
- Margrit. Eine Heimatgeschichte. Oberbadische Verlags-Anstalt Merk, Konstanz, 1941. 2. Aufl. 1948.